# Arlington County
Arlington County (často pouze Arlington, podle Arlington House, do roku 1920 Alexandria County) je okres na severu státu Virginie ve Spojených státech amerických. Leží na pravém břehu řeky Potomac, v těsné blízkosti hlavního města USA Washingtonu, D.C., v jehož metropolitní oblasti se nachází. V Arlingtonu se nachází mnoho institucí, které se již do hlavního města, ležícího na levém břehu, nevešly, jako například Pentagon nebo Arlingtonský národní hřbitov. V Arlingtonu žije mnoho politiků a zaměstnanců ministerstev, kteří dojíždějí do hlavního města, se kterým je Arligton spojen metrem. Žije zde asi 225 tisíc obyvatel.
Arlington je rozlohou nejmenším samosprávným okresem a zároveň okresem s jedenáctou nejvyšší hustotou zalidnění v rámci USA.

## Historie

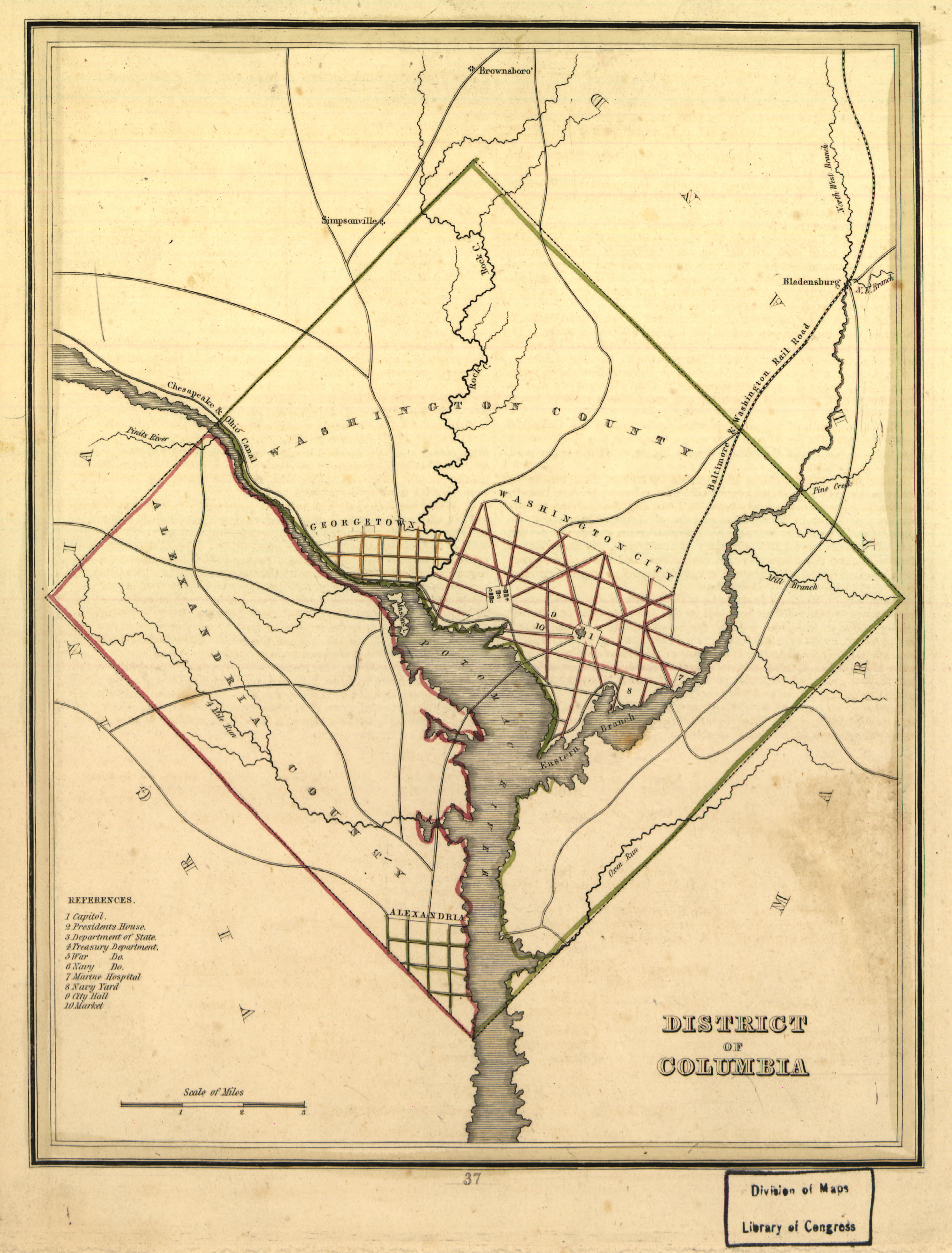
Mapa Washingtonu, D.C. v roce 1835 (vč. okresu Alexandria)

Okres byl původně součástí sousedního okresu Fairfax. Území současného okresu se společně s městem Alexandria v roce 1791 stalo dle zákona Residence Act součástí District of Columbia, území vybraného pro nové federální hlavní město USA. District of Columbia původně neměl zahrnovat území státu Virginie, ale na přání prezidenta Washingtona se tak stalo pod podmínkou že na této části hlavního města nebudou postaveny žádné veřejné budovy. Zákonem Organic Act of 1801 bylo území hlavního města (zahrnující města Alexandria, Georgetown a Washington) dáno pod přímou vládu Kongresu, který na jeho území vytvořil dva okresy. Alexandria County z území na pravém břehu řeky Potomac tj. původně patřící státu Virginie a Washington County na území na levém břehu řeky Potomac tj. původně patřící Marylandu. Obyvatelé obou okresů tím zároveň přišli o zastoupení v Kongresu. 
Ekonomické zanedbávání okresu ze strany Kongresu, absence reprezentace v Kongresu společně s možností, že by právě Kongres mohl na území hlavního města zakázat otroctví a obchod s otroky jehož byla Alexandrie lokálním centrem vzbudil nevoli místních obyvatel. Vzniklo tak hnutí usilující o připojení okresu zpět k otrokářskému státu Virginie. V letech 1840 až 1846 podali obyvatelé několik peticí jak Kongresu, tak Virginskému parlamentu, ve kterých žádali o umožnění navrácení území Virginii (retrocession). 3. února 1846 odsouhlasil parlament Virginii připojení okresu pokud toto bude potvrzeno Kongresem. Ten potvrdil návrat území hlavního města ležícího na pravém břehu řeky Potomac 9. července a prezident James K. Polk zákon podepsal následujícího dne. V referendu konaném 1. a 2. září se obyvatelé 763 hlasy proti 222 vyjádřili pro připojení k Virginii (město Alexandrie 734 pro, 116 proti, zbytek okresu 29 hlasů pro a 106 proti). Připojení území k Virginii bylo vyhlášeno 7. září, ale parlament státu Virginie formálně odsouhlasil připojení okresu až v březnu následujícího roku. 
V roce 1852 vytvořil parlament na části okresu Město Alexandria (City of Alexandria), které se v roce 1870 stalo samostatným okresem v rámci Virginie (společně se všemi městy ve Virginii mající status City). V roce 1920 byl okres přejmenován parlamentem státu Virginie na Arlington County, aby se předešlo záměně s městem Alexandria. Název byl vybrán podle zde se nacházejícího Arlington House, který nechal v letech 1803 až 1818 postavit George Washington Parke Custis, nevlastní vnuk George Washingtona. Arlington house se později stal sídlem rodiny Custisovi dcery Mary Anne Custis Lee, manželky pozdějšího konfederačního generála Roberta E. Lee. O nemovitost rodina přišla během americké občanské války v roce 1864 a na pozemku byl krátce poté založen Arlingtonský národní hřbitov.